# Mão Morta
Mão Morta – portugalska grupa wykonująca szeroko pojętą muzykę rockową. Powstała w 1984 roku w Bradze. Do 2004 roku grupa wydała osiem albumów studyjnych oraz szereg pomniejszych płyt i kompilacji.

## Historia
Grupa powstała w 1984 roku w Bradze z inicjatywy Joaquima Pinto, Miguela Pedro i Adolfo Luxúria Canibala. W dwa miesiące po powstaniu zespół zagrał swój pierwszy koncert, który został pozytywnie przyjęty przez krytyków muzycznych. W 1985 roku do składu dołączył Zé dos Eclipses, który objął obowiązki basisty, natomiast Pedro rozpoczął grę na perkusji. W kolejnych latach muzycy wielokrotnie występowali na scenie, wreszcie w 1988 wydali swój debiutancki album Mão Morta, który spotkał się z pozytywnym przyjęciem. Tego samego roku muzycy wystąpili jako "support", poprzedzając występy grup Wire i Nick Cave and the Bad Seeds w Lizbonie.
Kontrowersje wzbudzało ekspresyjne zachowanie muzyków podczas koncertów, w 1989 doszło na przykład do samookaleczenia nożem wokalisty. Rok później ukazał się drugi album grupy pt. Corações Felpudos, wydany tuż przed koncertem poprzedzającym zespół The Young Gods. Również w 1990 roku Pinto odszedł z zespołu, a zastąpił go António Rafael. W 1991 roku został wydany trzeci album zatytułowany O.D., Rainha do Rock & Crawl. Po jego wydaniu grupę opuścił Zé dos Eclipses, którego zastąpił Sapo. W 1992 roku ukazał się czwarty album pt. Mutantes S.21. Na wydawnictwie został cieszący się popularnością w Portugalii utwór pt. "Budapeste".
W 1994 roku został wydany piąty album pt. Vénus Em Chamas. W 1998 roku ukazała się szósta płyta zespołu pt. Há Já Muito Tempo Que Nesta Latrina O Ar Se Tornou Irrespirável. W 2001 roku został wydany siódmy album Mão Morta pt. Primavera de Destroços. W 2004 roku ukazał się ósmy album zespołu pt. Nus. Wydawnictwo było promowane teledyskiem do utworu "Gnoma" w reżyserii Nuno Tudela. W 2009 roku ukazała się kompilacja nagrań zespołu Mão Morta 1988-1992. Płyta dotarła do 23. miejsca portugalskiej listy sprzedaży.

## Muzycy

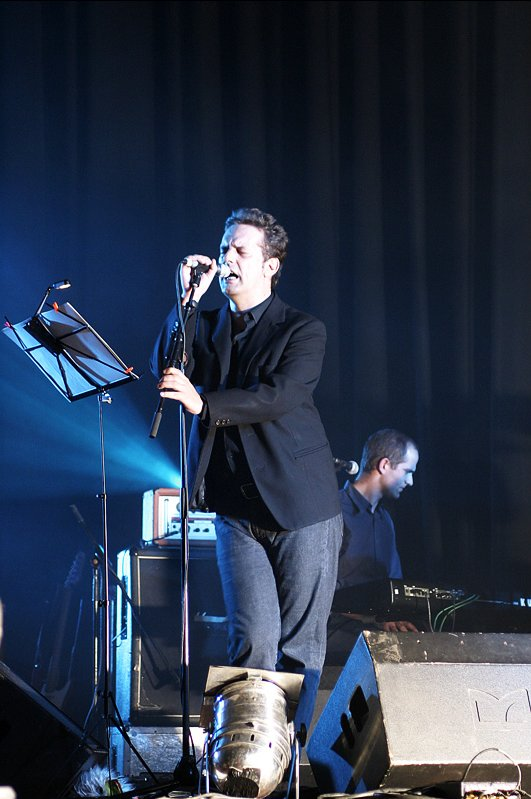
Adolfo Luxúria Canibal podczas koncertu 4 sierpnia 2005 roku

Opracowano na podstawie materiału źródłowego.

### Obecny skład zespołu
- Adolfo Luxúria Canibal – śpiew (od 1984)
- Miguel Pedro – perkusja, programowanie (od 1984)
- António Rafael – instrumenty klawiszowe, gitara (od 1990)
- Sapo – gitara (od 1991)
- Vasco Vaz – gitara (od 1995)
- Joana Longobardi – gitara basowa (od 2000)

### Byli członkowie
- Marta Abreu – gitara basowa (2000)
- José Pedro Moura – gitara basowa (1990-2000)
- Carlos Fortes – gitara, instrumenty klawiszowe, gitara basowa (1986-1994)
- Zé dos Eclipses – gitara (1985-1991)
- Joaquim Pinto – gitara basowa, instrumenty klawiszowe (1984-1990)
- Paulo Trindade – gitara basowa (1987)

## Dyskografia
Opracowano na podstawie materiału źródłowego.
| Albumy - Mão Morta (1988, Ama Romanta) - Corações Felpudos (1990, Fungui) - O.D., Rainha do Rock & Crawl (1991, Área Total) - Mutantes S.21 (1992, Fungui) - Vénus Em Chamas (1994, BMG) - Há Já Muito Tempo Que Nesta Latrina O Ar Se Tornou Irrespirável (1998, NorteSul) - Primavera de Destroços (2001, NorteSul) - Nus (2004, Cobra) - Pesadelo em Peluche (2010, Universal) Albumy koncertowe - Müller No Hotel Hessischer Hof (1997, NorteSul) - Ao Vivo na Aula Magna 8 de Maio 2001 (2002, NorteSul) - Carícias Malícias (2003, Cobra) - Maldoror (2008, Cobra) Kompilacje - Mão Morta Revisitada (1995, BMG) - Mão Morta 1988-1992 (2009, Cobra) Ścieżki dźwiękowe - Respirar (Debaixo de Água) (2004) | Inne - À Sombra de Deus – Braga 1988 (1989) - Ama Romanta 86-89 (1999) - Insurrectos (1990) - Variações – As Canções de António (1994) - Os Filhos da Madrugada (1994) - À Sombra de Deus Vol. 2 – Braga (1994) - Uma História de Amor (1995) - Portugales (1995) - Pop Rock Em Português (1997) - Blitz – Os Melhores de 97 (1998) - Portugal 98 (1998) - Expresso 25 Anos – Portugal Rock (1998) - XX Anos XX Bandas (1999) - Ar de Rock – Vinte Anos Depois (2000) - Rock Sound Volume 8 (2003) - Manifesto (2004) - Rock Sound Volume 17 (2004) - À Sombra de Deus Vol. 3 – Braga (2004) - 3 Pistas – Antena 3 (2005) - Lisboa@Com.Fusion.Com (2006) |

## Wideografia
- Müller No Hotel Heissischer Hof (2006, NorteSul)
- Maldoror (2008, Cobra)

## Teledyski
Opracowano na podstawie materiału źródłowego.
| - "Chabala" (1985, reżyseria: Manuel Leite) - "Oub'la" (1986, reżyseria: Manuel Leite) - "Sitiados" (1988, reżyseria: Filipe Torres) - "Desmaia, irma, desmaia" (1990, reżyseria:Bruno Niel) - "Quero morder-te as maos I" (1991, reżyseria:Bruno Niel) - "Quero morder-te as maos II" (1991, reżyseria:Bruno Niel) - "Budapeste" (1992, reżyseria: Nuno Tudela) - "Lisboa" (1993, reżyseria: António Forte, Nuno Tudela) - "Shambalah" (1993, reżyseria: Nuno Tudela) - "Anjos Marotos" (1994, reżyseria: Rui Sacristão, Karine Emerich) - "Hotel Paradis" (1995, reżyseria: Renato Pereira) - "Sangue no Asfalto" (1995, reżyseria: Nuno Tudela) - "Chabla" (1996, reżyseria: Nuno Tudela) | - "Bófia" (1996, reżyseria: Nuno Tavares) - "Autoretrato / Auto-crítica" (1997, reżyseria: Nuno Tudela) - "Floresta em sonho" (1997, reżyseria: Nuno Tudela) - "Em directo (para a teelesao) I" (1998, reżyseria: Nuno Tudela) - "Em directo (para a teelesao) II" (1998, reżyseria: Nuno Tudela) - "Cao da morte" (2001, reżyseria: Tiago Guedes de Carvalho) - "Tu disseste" (2001, reżyseria: Nuno Tudela) - "Primavera de destoços" (2002, reżyseria: Joana Longobardi) - "Bófia" (2003, reżyeria: Filipe Pedro) - "Escravos do desejo" (2003, reżyseria: Manuel Leite) - "Gnoma" (2004, reżyseria: Nuno Tudela) - "O rei mimado" (2004, reżyseria: Nuno Tudela) |